# Jonáš Fiedler
Jonáš Fiedler (* 29. května 1984, Jihlava, Československo) je český hokejový útočník hrající v týmu HC Rebel Havlíčkův Brod v české 1. lize.

## Statistiky

### Klubové statistiky
| Sezona          | Klub                    | Soutěž          | Základní část | Základní část | Základní část | Základní část | Základní část | Play off | Play off | Play off | Play off | Play off |
| Sezona          | Klub                    | Soutěž          | Z             | G             | A             | B             | TM            | Z        | G        | A        | B        | TM       |
| --------------- | ----------------------- | --------------- | ------------- | ------------- | ------------- | ------------- | ------------- | -------- | -------- | -------- | -------- | -------- |
| 2000/01         | HC Dukla Jihlava 20'    | CZE 20'         | 0             | 0             | 0             | 0             | 0             | 10       | 3        | 5        | 8        | 16       |
| 2001/02         | Plymouth Whalers        | OHL             | 68            | 8             | 12            | 20            | 27            | 6        | 0        | 1        | 1        | 4        |
| 2002/03         | Plymouth Whalers        | OHL             | 63            | 7             | 21            | 28            | 59            | 18       | 5        | 9        | 14       | 10       |
| 2003/04         | Plymouth Whalers        | OHL             | 63            | 18            | 28            | 46            | 83            | 9        | 1        | 6        | 7        | 16       |
| 2004/05         | Plymouth Whalers        | OHL             | 61            | 19            | 18            | 37            | 71            | 4        | 1        | 0        | 1        | 2        |
|                 | Florida Everblades      | ECHL            | 2             | 0             | 0             | 0             | 0             | –        | –        | –        | –        | –        |
| 2005/06         | HC Dukla Jihlava        | 1.ČL            | 46            | 8             | 9             | 17            | 122           | 6        | 0        | 2        | 2        | 22       |
| 2006/07         | HC Dukla Jihlava        | 1.ČL            | 51            | 6             | 25            | 31            | 149           | 4        | 0        | 0        | 0        | 30       |
| 2007/08         | HC Dukla Jihlava        | 1.ČL            | 11            | 1             | 1             | 2             | 20            | –        | –        | –        | –        | –        |
|                 | BK Mladá Boleslav       | 1.ČL            | 5             | 0             | 1             | 1             | 29            | 17       | 2        | 5        | 7        | 26       |
| 2008/09         | BK Mladá Boleslav       | ELH             | 2             | 0             | 0             | 0             | 2             | 1        | 0        | 0        | 0        | 0        |
|                 | HC Vrchlabí             | 1.ČL            | 33            | 3             | 5             | 8             | 53            | 6        | 0        | 0        | 0        | 10       |
| 2009/10         | HC Dukla Jihlava        | 1.ČL            | 20            | 0             | 1             | 1             | 43            | –        | –        | –        | –        | –        |
|                 | HC Berounští Medvědi    | 1.ČL            | 8             | 0             | 1             | 1             | 43            | 4        | 1        | 0        | 1        | 0        |
| 2010/11         | HC Rebel Havlíčkův Brod | 1.ČL            | 37            | 5             | 2             | 7             | 40            | 14       | 0        | 1        | 1        | 2        |
| 2012/13         | HC Rebel Havlíčkův Brod | 1.ČL            | 25            | 0             | 1             | 1             | 16            | –        | –        | –        | –        | –        |
|                 | Medvědi Beroun 1933     | 1.ČL            | 19            | 3             | 2             | 5             | 28            | 6        | 0        | 0        | 0        | 6        |
| ELH celkově     | ELH celkově             | ELH celkově     | 2             | 0             | 0             | 0             | 2             | 1        | 0        | 0        | 0        | 0        |
| 1.ČL celkově    | 1.ČL celkově            | 1.ČL celkově    | 276           | 29            | 48            | 77            | 561           | 57       | 3        | 8        | 11       | 96       |
| ECHL celkově    | ECHL celkově            | ECHL celkově    | 2             | 0             | 0             | 0             | 0             | –        | –        | –        | –        | –        |
| OHL celkově     | OHL celkově             | OHL celkově     | 255           | 52            | 79            | 131           | 240           | 1        | 0        | 0        | 0        | 0        |
| CZE 20' celkově | CZE 20' celkově         | CZE 20' celkově | 0             | 0             | 0             | 0             | 0             | 10       | 3        | 5        | 8        | 16       |